# Gaius Sosius
Gaius Sosius († nach 17 v. Chr.) war ein Feldherr und Politiker am Ende der römischen Republik. Er war ein Parteigänger des Triumvirn Marcus Antonius und half Herodes 37 v. Chr. bei der Wiedererlangung von dessen Machtstellung in Judäa. 32 v. Chr. wurde er Konsul, unterstützte Antonius in dessen Kampf gegen Octavian und nahm 31 v. Chr. an der Schlacht bei Actium teil. Nach der Niederlage des Antonius wurde er begnadigt.

## Leben

### Quästur; Statthalterschaft Syriens; Triumphzug
Gaius Sosius war vielleicht ein Sohn des gleichnamigen Prätors 49 v. Chr. Über seine Jugendzeit ist nichts bekannt. In der Zeit des Zweiten Triumvirats war er jedenfalls Anhänger des Marcus Antonius und gehörte zu dessen wichtigsten Feldherren. Nach der Neuregelung der Verhältnisse auf der Balkanhalbinsel war er vermutlich 39 v. Chr. oder etwas früher Quästor (vielleicht in Makedonien), wie von ihm geprägte Münzen zeigen. Eine eigene Stellung, die auf mehrere Jahre mit dem Recht der Münzprägung verknüpft war, erhielt er wohl auf Zakynthos. Gestützt wird diese Annahme durch die Auffindung einer von Sosius geprägten Münze mit der Aufschrift „ZA“ (wahrscheinlich für Zakynthos), auf deren Aversseite sein Name mit dem Titel eines Quästors erscheint, während eine Inschrift auf der Reversseite Marcus Antonius als Imperator bezeichnet. Außerdem zeigt ein Bild auf der Reversseite einen auf einem Blitz stehenden Adler mit geschlossenen Flügeln, offenbar eine Anlehnung an Münzen der Ptolemäer. Anscheinend huldigte Sosius damit der ägyptischen Königin Kleopatra, der Geliebten des Antonius. Zu den Regelungen des 39 v. Chr. abgeschlossenen Vertrags von Misenum gehörte u. a. die Designation des Sosius und Gnaeus Domitius Ahenobarbus zu Konsuln für eines der nächsten Jahre. Auf einer zwischen 39 und 33 v. Chr. auf Zakynthos geprägten Münze führt Sosius diesen Titel.
38 v. Chr. wurde Sosius als Nachfolger des Publius Ventidius Bassus mit einem prokonsularischen Imperium Statthalter in Syrien und vielleicht auch in Kilikien. Diese Ernennung hatte er Antonius zu verdanken. Als Antonius die Belagerung von Samosata aufhob, befahl er Sosius, Herodes bei der Eroberung Jerusalems militärisch zu unterstützen. Sosius ging zunächst gegen die aufständische Stadt Arados vor, deren Bewohner von Hunger und Krankheiten erschöpft kapitulieren mussten, und sandte inzwischen zwei Legionen als Hilfstruppen für Herodes nach Judäa voraus. Herodes rückte eilends, ohne auf Sosius zu warten, Anfang 37 v. Chr. gegen Jerusalem vor. Nach dem Fall von Arados stieß Sosius mit dem römischen Hauptheer zu Herodes, und nach fünfmonatiger Belagerung gelang ihnen im Juli 37 v. Chr. die Einnahme Jerusalems. Herodes’ Gegenspieler, Antigonos der Hasmonäer, musste sich ergeben. Er wurde von Sosius gefesselt nach Antiochia geführt. Antonius ließ Antigonos hinrichten. Von Herodes reich beschenkt, wurde Sosius für seine militärischen Erfolge in Judäa von seinen Soldaten zum Imperator ausgerufen. Auf einer in Zakynthos geprägten Münze führt er diesen Titel. Die Reversseite der Münze zeigt das Tropäum mit einem Juden und einer Jüdin, die am Boden knien.
Wie Sosius die nächsten Jahre verbrachte, ist nicht überliefert. Vielleicht war er 36 v. Chr. am Kampf der Triumvirn gegen Sextus Pompeius beteiligt. Am 3. September 34 v. Chr. feierte er seinen Triumphzug in Rom. Er ließ den Apollontempel am Südrand des Marsfelds (neben dem Marcellustheater) wiederherstellen und schmückte ihn mit Kunstwerken aus seiner in Seleukia in Kilikien gemachten Kriegsbeute aus (eine Kultstatue des Apollon aus Zedernholz und eine Niobidengruppe des Skopas oder Praxiteles). Die Arbeiten wurden wohl erst in den 20er Jahren v. Chr. abgeschlossen. Der Tempel wurde seitdem nach Sosius benannt (templum Apollinis Sosiani).

### Konsulat; Kampf gegen Octavian
Am 1. Januar 32 v. Chr. wurde Sosius als erster seiner Familie (homo novus) gemeinsam mit Gnaeus Domitius Ahenobarbus Konsul. Nicht nur Sosius, sondern auch Domitius Ahenobarbus war ein entschiedener Anhänger des Antonius. Zu dem Zeitpunkt, als sie das Konsulat antraten, strebten die Spannungen zwischen den beiden bedeutendsten Machthabern des Römischen Reichs, Antonius und Octavian (der spätere Kaiser Augustus), dem Höhepunkt zu. Sosius eröffnete sein Konsulat in der ersten Senatssitzung des neuen Jahres mit einer Rede, in der er Octavian scharf attackierte. Trotz eines schriftlichen Auftrags des Antonius wagte er laut Cassius Dio aber nicht, um die Bestätigung der von Antonius im Orient getroffenen Verfügungen, insbesondere jener bezüglich Kleopatras und Antonius’ Kinder von ihr, durch den Senat zu ersuchen. Hingegen machte Sosius geltend, dass Antonius sein Triumvirat niederlegen würde, falls auch Octavian zu diesem Schritt bereit sei. Die Senatoren unterstützten diesen Vorschlag, von dem sie sich die Wiederherstellung der Republik erhofften, doch blockierte der im Sinne Octavians handelnde Volkstribun Nonius Balbus durch sein Veto einen entsprechenden Beschluss. Der Althistoriker Helmut Halfmann hält den Bericht des Cassius Dio über die Senatssitzung durch die spätere gegen Antonius gerichtete Propaganda Octavians entstellt. Antonius habe in Rom einen Triumph über Armenien feiern wollen und Sosius sehr wohl über dessen in der östlichen Reichshälfte getroffenen Maßnahmen referiert; Octavian sei aber auf die Verhinderung einer triumphalen Rückkehr seines Konkurrenten bedacht gewesen und habe die Annahme von Antonius’ Bericht und dessen Vorschlag zur Niederlegung des Triumvirn-Titels durch die Senatsmehrheit mit Hilfe von Nonius Balbus durchkreuzt.
Octavian war schon zuvor aus Rom abgereist und hatte nicht an der Senatssitzung teilgenommen, begab sich aber nach seiner Rückkehr mit einer Schar heimlich bewaffneter Freunde in den Senat und hielt eine Anklagerede gegen Antonius und Sosius. Angesichts der Machtdemonstration Octavians flohen Sosius, sein Konsulatskollege und etwa 300 Senatoren aus Rom zu Antonius nach Ephesos. Im anschließenden Krieg zwischen Antonius und Octavian in Griechenland kommandierte Sosius Flotteneinheiten. Antonius’ große Streitmacht wurde im Verlauf des Jahrs 31 v. Chr. beim Golf von Ambrakia eingeschlossen und litt an Hunger und Seuchen. Etwa Ende August 31 v. Chr. unternahm Sosius mit seiner Flottenabteilung einen Ausbruchsversuch aus dem Golf, attackierte ein von Lucius Tarius Rufus kommandiertes feindliches Geschwader im Schutz dichter Morgennebel und schlug es in die Flucht. Dann griff aber Octavians überragender Feldherr Marcus Vipsanius Agrippa ein und drängte Sosius wieder zurück. Bei diesem Manöver erlitt Sosius’ Flotte erhebliche Verluste.
In der entscheidenden Seeschlacht bei Actium (2. September 31 v. Chr.) befehligte Sosius den linken Flügel der Flotte des Antonius und rückte mit seinen Schiffen, vielleicht durch die Windverhältnisse gezwungen, als Erster gegen die Flotte Octavians vor. Unter großen Verlusten gelang Antonius und Kleopatra der Durchbruch; viele ihrer Schiffe konnten jedoch nicht entkommen und wurden versenkt oder kapitulierten. Nach der Schlacht hielt sich Sosius einige Zeit versteckt, wurde aber später gefangen genommen und nur auf Bitten des Lucius Arruntius (der das Zentrum der Flotte Octavians kommandiert hatte) begnadigt.

### Späteres Leben
Sosius gehörte dem sakralen Kollegium der Quindecimviri an, wohl schon vor 31 v. Chr. Er ist als Mitglied des Kollegiums noch bei den Säkularfeiern 17 v. Chr. bezeugt. Über sein Lebensende ist nichts bekannt.
Sein Urenkel Lucius Nonius Quintilianus erinnerte in seiner Grabinschrift an den Triumph des Sosius.